# Mittsu no Hanashi
Mittsu no Hanashi (яп. 新しい動画 3つのはなし Митцу но Ханаси) — японское чёрно-белое аниме, и самое первое, которое транслировалось по японскому телевидению. Длится 30 минут, состоит из трёх коротких историй по 10 минут.

## Создание
Аниме задумывалось, как экспериментальная антология, которая транслировалась по телеканалу NHK. Аниме разделено на 3 коротких сегмента — сказок. Первая из них называется «Третья тарелка» и фактически является первой серией, когда либо транслировавшейся по японскому телевидению. В общей сложности 3 серии длятся 30 минут. Точно нельзя сказать, на сколько аниме стало популярным, так как по состоянию на 1953 год, канал был доступен лишь на 866 телевизорах страны, однако лишь через 9 месяцев, 10 сентября 1960 года канал запустил своё первое цветное аниме.

## Аниме
Аниме разделено на 3 отдельные сказки.
| Сказка | Кандзи       | Перевод        | Автор           |
| ------ | ------------ | -------------- | --------------- |
| Первая | 第三の皿     | Третья тарелка | Хиросукэ Хамада |
| Вторая | オッペルと象 | Оппель и слон  | Кэндзи Миядзава |
| Третья | 眠い町       | Спящий город   | Мимэй Огава     |